# Ghost Rider: Spirit of Vengeance
Ghost Rider: Spirit of Vengeance är en amerikansk långfilm från 2012 där Marvelfiguren Ghost Rider är huvudperson. Uppföljare till Ghost Rider (2007). Nicolas Cage spelar återigen huvudrollen.

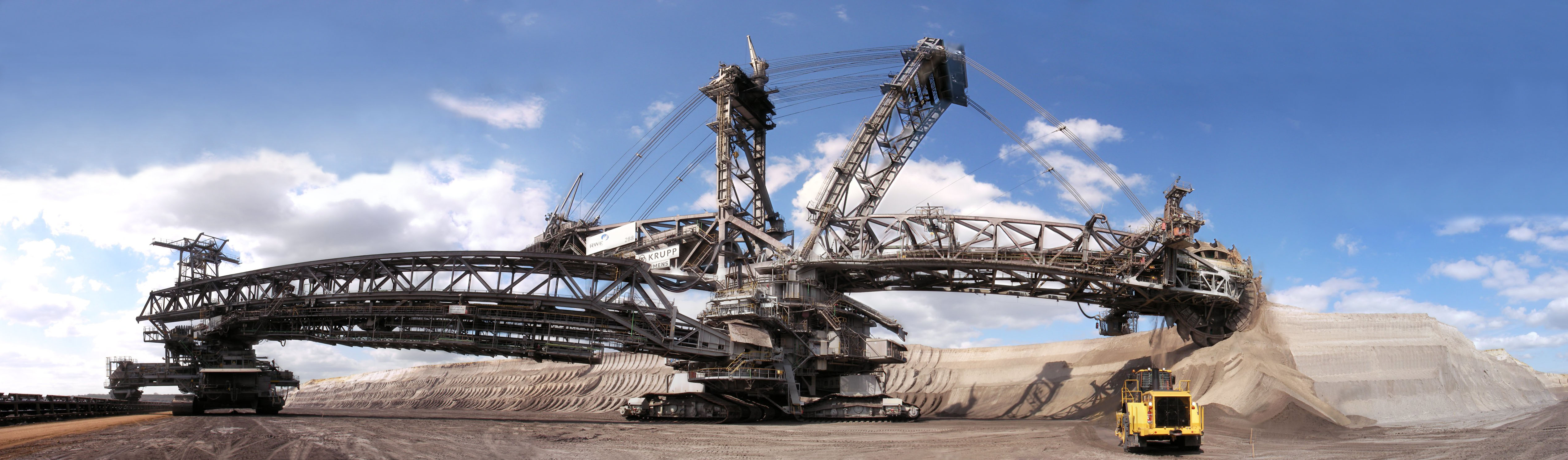
Rider i filmen använder en speciell fordon: den Bagger 288, den största landfordon i världen.

## Rollista (i urval)
- Nicolas Cage – Johnny Blaze/Ghost Rider
- Violante Placido – Nadya
- Ciarán Hinds – Roarke/Mephistopheles
- Idris Elba – Moreau
- Johnny Whitworth – Ray Carrigan/Blackout
- Christopher Lambert – Methodius
- Fergus Riordan – Danny